# 동방 고대교회
동방고대교회(東方古代敎會, 영어: Ancient Church of the East, 시리아어: ܥܕܬܐ ܥܬܝܩܬܐ ܕܡܕܢܚܐ ʿĒtā ʿAttīqtā d'Maḏnəḥā, 아랍어:  كنيسة المشرق القديمة, Kanīsa al-Mašriq al-qadīma)는 공식적으로 동방 고대 성 사도 가톨릭교회(Ancient Holy Apostolic Catholic Church of the East, ܗܝ ܥܕܬܐ ܣܘܪܝܝܬܐ ܕܐܫܬܬܐܣܬ ܒܫܢܬܐ)로 불리며, 1968년 아시리아 동방교회에서 갈라져 나온 교파이다. 메소포타미아에서 가장 오래된 기독교회 중 하나인 '셀레우코스-크테시폰 총대주교좌(Patriarchate of Seleucia-Ctesiphon)'에서 계속된다고 주장하는 아시리아인 교회 중 하나이다. 이라크 바그다드에 본부가 있다. 현 총대주교는 1972년 취임한 마르 아다이 2세(Mar Addai II)이다.

## 같이 보기
- 아시리아인
- 칼데아 가톨릭교회
- 동방교회